# Ride the Lightning
Ride the Lightning este al doilea album al formației americane de heavy metal, Metallica. Albumul a fost înregistrat în anul 1984, la Copenhaga și a fost lansat la 27 iulie 1984, de casa de discuri independente "Megaforce Records". Albumul a fost înregistrat în trei săptămâni cu producătorul Flemming Rasmussen la Studiourile Sweet Silence din Copenhaga, Danemarca. Coperta albumului, bazată pe un concept al trupei, înfățișează un scaun electric lovit de fulgere care curg din logo-ul trupei. Titlul a fost preluat dintr-un pasaj din romanul "The Stand" din Stephen King. Deși este înrădăcinat în genul thrash metal, albumul a arătat creșterea muzicală a trupei și sofisticarea lirică. Acest lucru s-a datorat în mare parte faptului că basistul Cliff Burton a introdus elementele de bază ale teoriei muzicii restului trupei și a avut mai multe contribuții în scrierea pieselor. În loc să se bazeze foarte mult pe ritmuri rapide ca în albumul de debut, Kill 'Em All, Metallica și-a extins abordarea folosind chitare acustice, instrumentale extinse și armonii mai complexe. Cheltuielile generale de înregistrare au fost plătite de casa de discuri europeană „Music for Nations” a lui Metallica, deoarece Megaforce nu a putut să o acopere. Acesta este ultimul album care a contribuit la scrierea pieselor a fostului chitarist Dave Mustaine, și primul care a contribuit Kirk Hammett, noul chitarist al trupei.

## Lista cântecelor
Toate versurile sunt scrise de James Hetfield (Kirk Hammett a contribuit și la versurile pentru single-lul „Creeping Death”). Piesele bonus de pe reeditarea digitală au fost înregistrate în direct la Seattle Coliseum, Seattle, Washington, pe 29 și 30 august 1989, iar ulterior au apărut pe albumul live "Live Shit: Binge & Purge" din 1993.
Prima parte
1. Fight Fire with Fire - 4:44
2. Ride the Lightning - 6:36
3. For Whom the Bell Tolls - 5:10
4. Fade to Black - 6:55

Partea a doua
1. Trapped Under Ice - 4:05
2. Escape - 4:23
3. Creeping Death - 6:36
4. The Call of Ktulu - 8:53

Piese bonus (relansare digitală)
1. For Whom the Bell Tolls (Live) - 5:35
2. Creeping Death (Live) - 8:12

## Personal
Metallica
- James Hetfield - voce, chitară ritmică, producător
- Kirk Hammett - chitară principală, cântare vocală, producător
- Cliff Burton - chitară bas, cântare vocală, producător
- Lars Ulrich - tobe, percuție, cântare vocală la piesa „Ride the Lightning”, producător
- *Jason Newsted - chitară bas, susține vocal pe piesele bonus de re-eliberare digitală.

Producție
- Flemming Rasmussen - producător, inginer
- Mark Whitaker - asistent producție, inginer sunet concert, manager de producție live
- Tom Coyne, Frankford Wayne - stăpânire la lansarea Megaforce
- Tim Young - stăpânirea lansării Music for Nations
- Bob Ludwig - stăpânire la lansarea Elektra
- George Marino - remasterizare la reeditarea din 1995
- Mike Gillies - amestecarea pieselor bonus de reeditare digitală

Ambalare
- Artiști AD - design de copertă.
- Fin Costello, Robert Hoetink, Pete Cronin, Rick Brackett, Harold Oimoen - fotografie
- Anthony D. Sommella - fotografie turistică / live
- Crazed Management - management
- Marsha Vlasic, Neil Warnock - agenți de rezervare pentru The Agency Group
- Q-Prime Inc. - management (la reeditarea Elektra)
- Michael Alago - Coordonator A&R (Elektra Records)
- Peter Paterno - reprezentare legală (Elektra Records)